# Cephonodes kingi
Cephonodes kingi är en fjärilsart som beskrevs av Macleay 1827. Cephonodes kingi ingår i släktet Cephonodes och familjen svärmare. Inga underarter finns listade i Catalogue of Life.